# アーデェイジアー礁

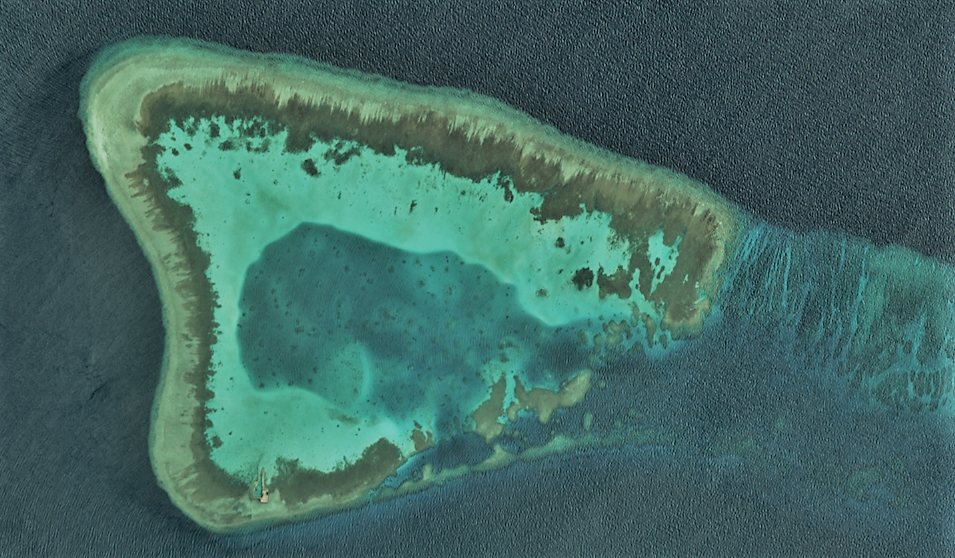
アーデェイジアー礁

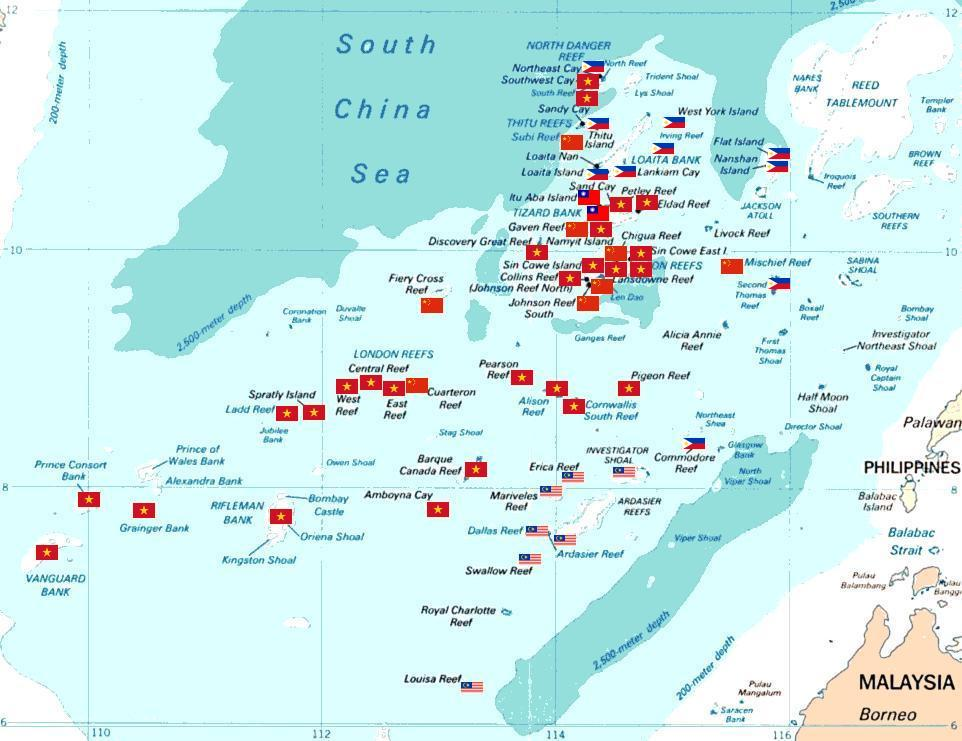
南沙諸島の実効支配状況

アーデェイジアー礁（アーデェイジアーしょう、英語: Ardasier Reef、マレー語: Terumbu Ubi-Ubi、中国語: 光星仔礁、タガログ語: Antonio Luna、ベトナム語：Bãi Kiêu Ngựa / 𣺽驍馭）は、南沙諸島（スプラトリー諸島）にあるサンゴ礁である。

## 領有を巡る状況
マレーシアが実効支配しており、1986年4月にマレーシア海軍が基地（station）を建設している。一方、中華人民共和国、中華民国（台湾）、フィリピン、ベトナムも主権を主張している。